# Kabaddi

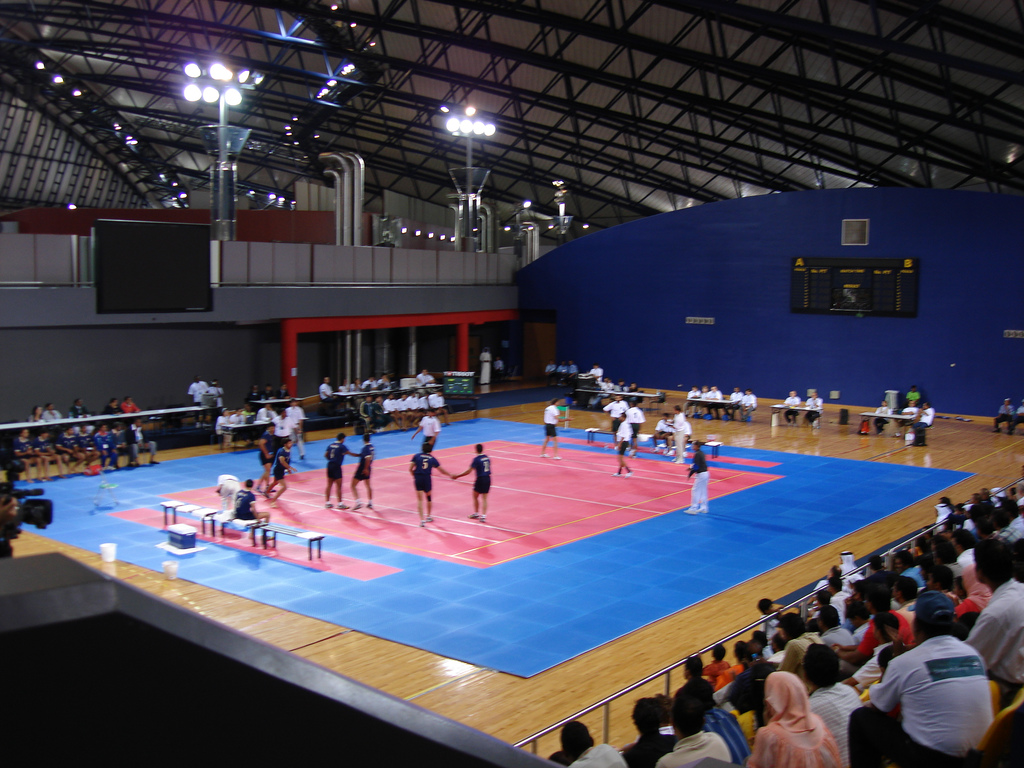
Kabaddi mit Spielfeld und Spielern bei den Asienspielen 2006

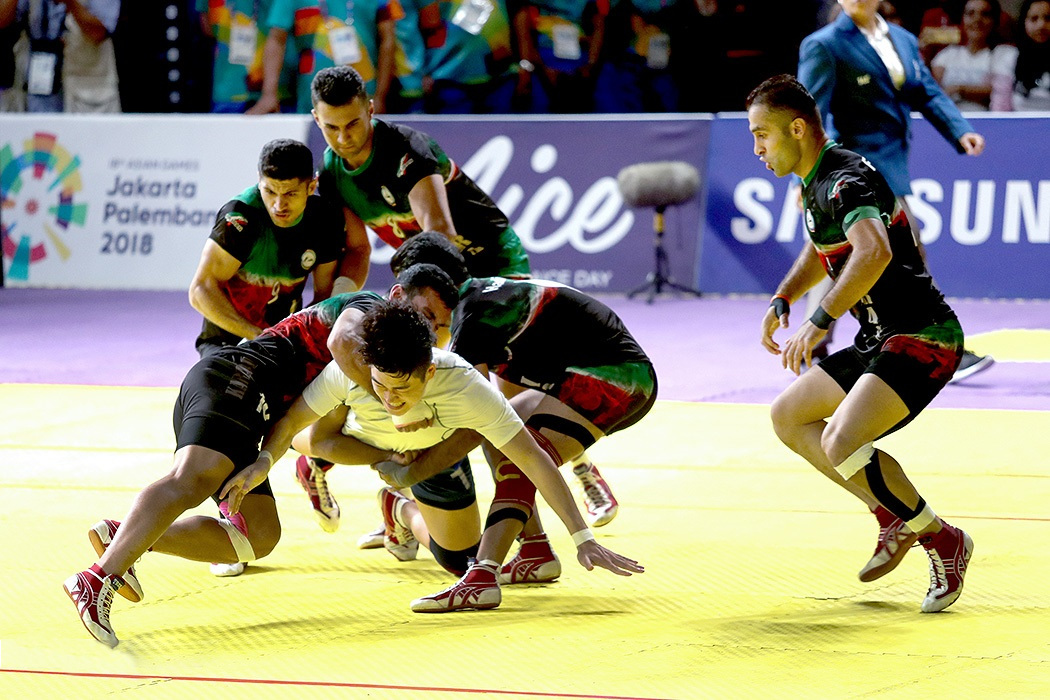
Typische Spielszene während einer Partie Kabaddi

Kabaddi (von Hindi कबड्डी, kabaḍḍī) ist ein Mannschaftssport, der hauptsächlich in Asien betrieben wird. Das Spiel wird zwischen zwei Mannschaften mit je sieben Spielern ausgetragen. Ziel des Spiels ist es, dass ein einzelner Spieler, der als „Raider“ bezeichnet wird, in die gegnerische Spielfeldhälfte läuft, so viele Verteidiger wie möglich ausschaltet und in die eigene Spielfeldhälfte zurückkehrt, und das in einem einzigen Atemzug.
Die Geschichte des Kabaddi lässt sich sehr weit zurückverfolgen. Die Ursprünge des Spiels werden bereits in prähistorischer Zeit vermutet.
Ähnlich wie beim Beachvolleyball, Beachhandball und Beachsoccer gibt es auch die Variante Beachkabaddi.

## Geschichte
Unbestätigte Theorien aus verschiedenen Quellen legen nahe, dass Kabaddi aus der Vedischen Zeit des alten Indien stammt. Das Spiel soll beim Volk der Yadava beliebt gewesen sein; in einer Hymne von Tukaram heißt es, der Gott Krishna habe das Spiel in seiner Jugend gespielt, und im Mahabharata wird berichtet, dass Arjuna in der Lage war, sich in feindliche Gebiete zu schleichen und Feinde unversehrt auszuschalten – eine Passage, die angeblich Parallelen zum Kabaddi-Spiel aufweist.
Auch von Gautama Buddha wird berichtet, dass er das Spiel in seiner Freizeit gespielt hat.
Das moderne Kabaddi ist eine Synthese des Spiels, das in verschiedenen Formen unter unterschiedlichen Namen auf dem indischen Kontinent gespielt wurde. Indien wird das Verdienst zugeschrieben, zur Popularisierung von Kabaddi als Wettkampfsport beigetragen zu haben, unter anderem wegen der ersten organisierten Wettkämpfe in den 1920er Jahren und der Gründung der All-India Kabaddi Federation im Jahr 1950. Diese Entwicklungen trugen dazu bei, den Sport, der traditionell in Dörfern gespielt wurde, für den internationalen Wettbewerb zu formalisieren.
Nachdem Kabaddi bei den Asienspielen 1982 in Delhi demonstriert wurde, wurde es ab 1990 in das Programm der Asienspiele aufgenommen.

## Spielprinzip
Beim Kabaddi stehen sich zwei Mannschaften zu je sieben Spielern gegenüber, mit jeweils fünf Reservespielern. Das Spiel wird in zwei Halbzeiten zu je 20 Minuten auf einem Spielfeld von 12,5 Metern mal 8 Metern Größe ausgetragen. Jede Mannschaft besitzt eine Hälfte des Spielfelds.
Abwechselnd sendet je eine Mannschaft einen Spieler, genannt Raider, in die gegnerische Hälfte. Ziel des Raiders ist es, möglichst viele gegnerische Spieler mittels Berührung mit Hand oder Fuß abzuschlagen und anschließend wieder in die eigene Hälfte zurückzukehren. Ist der Angriff (Raid) erfolgreich, so erhält die angreifende Mannschaft für jeden abgeschlagenen Gegner einen Punkt. Für einen erfolgreichen Raid darf der Angreifer nicht einatmen, solange er sich in der gegnerischen Hälfte aufhält. Um dies für den Schiedsrichter verifizierbar zu machen, ruft der Raider währenddessen ununterbrochen „kabaddi kabaddi …“ (den sogenannten cant).
Die verteidigende Mannschaft kann den Angriff vereiteln, typischerweise indem die Spieler den Raider zu Boden reißen und festhalten (Tackle). Für einen vereitelten Angriff erhalten die Verteidiger einen Punkt.
Nach internationalen Regeln kann der Raider den Angriff auch vorzeitig beenden und in die eigene Hälfte zurückkehren, ohne einen Gegner abgeschlagen zu haben. Dies gilt als erfolgreicher Raid, sofern er zuvor die sogenannte Baulk-Linie erreicht hat. Solch ein punktloser Angriff ist einer Mannschaft aber nur zweimal in Folge gestattet. Anschließend muss eine Wertung nach dem Prinzip „do or die“ erfolgen.
Ein abgeschlagener Verteidiger ist aus, ebenso ein Raider, dessen Angriff vereitelt wurde. Ein Spieler, der aus ist, muss das Spielfeld verlassen und auf der Reservebank Platz nehmen. Die entsprechende Mannschaft hat in den folgenden Raids damit einen Spieler weniger auf dem Feld. Ist auch der letzte Spieler einer Mannschaft aus (sog. Lona), so erhält der Gegner dafür Zusatzpunkte und die Mannschaft kann wieder sieben Spieler aufs Feld schicken.
Je nach Regelvariante ist es auch gestattet, für jeden erzielten Punkt einen eigenen Spieler wieder einzusetzen (bis zur Maximalzahl von sieben Spielern).
Gespielt wird mit reinen Männer- oder Frauenmannschaften, aber auch mit gemischtgeschlechtlichen Teams.

## Ligen und Turniere
Für Kabaddi gibt es internationale, nationale und regionale Wettkämpfe. Einen Schwerpunkt bildet der asiatische Raum, wo Kabaddi in Süd- und Vorderasien eine Professionalisierung erfährt. Seitdem ist das Spiel zunehmend auch in Europa und Nordamerika präsent. Die Nationalauswahl Indiens hat bisher sämtliche seit 2010 ausgetragene Weltmeisterschaften im Kabaddi gewonnen und war zugleich Gastgeber. Neben Indien zählen zu den erfolgreichsten Nationen im Kabaddi der Iran, Pakistan und Bangladesch. Europäische Nationen, die im internationalen Ranking im Kabaddi vordere Plätze einnehmen, sind gegenwärtig Großbritannien, Polen und Dänemark.
Mit der 2014 etablierten Pro Kabaddi League hat sich zudem eine erfolgreiche Liga entwickelt, deren Spieler bei im Fernsehen übertragenen Partien mittlerweile Rekordbeträge verdienen. In Indien zählt die Liga mit ihren zwölf teilnehmenden Mannschaften zu den erfolgreichsten Sportangeboten mit über 435 Millionen Zuschauern in einer Saison.